# Daïra de Béjaïa
Pour les articles homonymes, voir Béjaïa (homonymie).
La daïra de Béjaïa est une circonscription administrative algérienne située dans la wilaya de Béjaïa et la région de Petite Kabylie. Son chef-lieu est situé sur la commune éponyme de Béjaïa.
La daïra regroupe les deux communes de Béjaïa et Oued Ghir.

## Géographie

### Localisation
| El Kseur | Mer Méditerranée | Mer Méditerranée |
| El Kseur | daïra de Béjaïa  | Mer Méditerranée |
| Amizour  | Tichy, Amizour   | Tichy            |

## Religion

### Mosquées
- Mosquée de Béjaïa

### Zaouïas
- Zaouïa de Béjaïa

### Cimetières
- Cimetière de Béjaïa (Djebana Sidi M'Hamed Amokrane)